# Pont-de-Labeaume
 Pont-de-Labeaume  là một xã ở tỉnh Ardèche, vùng Rhône-Alpes ở đông nam nước Pháp.